# Kubang Baros
Kubang Baros is een bestuurslaag in het regentschap Serang van de provincie Banten, Indonesië. Kubang Baros telt 5202 inwoners (volkstelling 2010).